# بيدرو فيرجيل
بيدرو فيرجيل (بالإنجليزية: Pedro Virgil)‏ هو مصور أسترالي، ولد في 28 أغسطس 1973 في سافوسافو في فيجي.

## وصلات خارجية
- بيدرو فيرجيل على موقع IMDb (الإنجليزية)